# Unione Sportiva Vibonese Calcio 2017-2018
Questa voce raccoglie le informazioni riguardanti l'Unione Sportiva Vibonese Calcio nelle competizioni ufficiali della stagione 2017-2018.

## Divise e sponsor
Le divise per la stagione 2017-2018 sono prodotte da Ready Sport. La maglia di casa è, come da tradizione, composta da una palatura verticale rossoblù, con colletto a polo bianco provvisto di dettagli sempre rossoblù. Invece, il completo da trasferta è bianco; vi si notano tre bande oblique rosse sul lato di destra e tre blu su quello di sinistra. Il terzo kit è stato utilizzato solo in occasione del match interno contro la Cittanovese dell'8 ottobre 2017 e consiste in una base blu con un palo bianco verticale a sinistra. I pantaloncini e i calzettoni sono neri. In occasione della trasferta di Coppa Italia Serie D contro l'Igea Virtus (27 settembre 2017) la Vibonese è scesa in campo con una quarta tenuta, identica alla terza ma nera. Non sono presenti sponsor sulla maglia all'infuori di quello tecnico.
| Casa | Trasferta | Terza divisa |

## Organigramma societario
Dal sito internet ufficiale della società.
Area direttiva
- Presidente: Giuseppe Caffo
- Direttore generale: Danilo Beccaria

Area organizzativa
- Segretario generale: Saverio Mancini
- Segretari: Roberta Mancini, Alfonso De Rito
- Direttore logistica: Roberto Russo
- Addetto alla sicurezza: Gregorio Galati

Area comunicazione e marketing
- WebMaster, SEO: Umberto Franza
- Addetto stampa: Roberto Saverino

Staff tecnico
- Direttore sportivo: Simone Lo Schiavo dal 12 settembre 2017[10]
- Allenatore: Salvatore Campilongo fino al 14 novembre 2017,[11] poi Nevio Orlandi[12]
- Allenatore in seconda: Francesco Troise fino al 14 novembre 2017, poi Francesco Modesto
- Preparatore atletico: Morris Consiglio
- Preparatore dei portieri: Salvatore Periti

Staff medico
- Massaggiatore: Carlo Sposato
- Massofisioterapista: Bruno Tamburro

## Rosa
Dal sito internet ufficiale della società.

## Calciomercato

### Sessione estiva(dal 01/07 al 30/08)
| Acquisti         | Acquisti            | Acquisti      | Acquisti      |
| R.               | Nome                | da            | Modalità      |
| ---------------- | ------------------- | ------------- | ------------- |
| P                | Riccardo Brugnoni   | Inter         | definitivo    |
| D                | Gianluca Galullo    | Cavese        | definitivo    |
| D                | Angelo Rea          |               | svincolato    |
| D                | Mario Bellocco      |               | svincolato    |
| C                | Kenneth Obodo       |               | svincolato    |
| C                | Franco Da Dalt      |               | svincolato    |
| C                | Davide Balestrero   |               | svincolato    |
| C                | Raffaele Vacca      |               | svincolato    |
| C                | Davide Frezzi       | Teramo        | definitivo    |
| C                | Gennaro Imbriani    |               | svincolato    |
| C                | Gabriele Carannante | Real Albanova | definitivo    |
| A                | Diego Allegretti    |               | svincolato    |
| A                | Manuel De Carolis   |               | svincolato    |
| Altre operazioni |                     |               |               |
| R.               | Nome                | da            | Modalità      |
| C                | Santo Buda          | Imolese       | fine prestito |

| Cessioni         | Cessioni            | Cessioni | Cessioni      |
| R.               | Nome                | a        | Modalità      |
| ---------------- | ------------------- | -------- | ------------- |
| P                | Stefano Russo       |          | svincolato    |
| D                | Luigi Manzo         |          | svincolato    |
| D                | Pietro Sicignano    |          | svincolato    |
| D                | Luigi Usai          |          | svincolato    |
| C                | Abdul Yabré         |          | svincolato    |
| C                | Juraj Piroska       |          | svincolato    |
| C                | Luigi Viola         |          | svincolato    |
| C                | Fabrizio Scapellato |          | svincolato    |
| C                | Gennaro Imbriani    |          | svincolato    |
| C                | Giovanni Giuffrida  |          | svincolato    |
| C                | Guillaume Legras    |          | svincolato    |
| C                | Francesco Torelli   |          | svincolato    |
| C                | Francesco Favasuli  |          | svincolato    |
| A                | Andrea Saraniti     |          | svincolato    |
| A                | Pietro Cogliati     | Monza    | definitivo    |
| Altre operazioni |                     |          |               |
| R.               | Nome                | a        | Modalità      |
| D                | Davide Moi          | Ancona   | fine prestito |
| D                | Filippo Minarini    | Modena   | fine prestito |
| C                | Stefano Tindo       | Torino   | fine prestito |
| A                | Ali Sowe            | Chievo   | fine prestito |
| A                | Mattia Rossetti     | Catania  | fine prestito |
| A                | Lorenzo Di Curzio   | Livorno  | fine prestito |

### Sessione invernale(dal 01/12 al 14/12)
| Acquisti         | Acquisti          | Acquisti  | Acquisti   |
| R.               | Nome              | da        | Modalità   |
| ---------------- | ----------------- | --------- | ---------- |
| P                | Luigi Spataro     | Catania   | prestito   |
| D                | Pietro Ciotti     | Ebolitana | definitivo |
| C                | Kevin Ondo        | Bari      | prestito   |
| A                | Alan Arario       | Palestino | definitivo |
| A                | Santiago Dorato   | Gela      | definitivo |
| A                | Michele Silvestro | Nocerina  | definitivo |
| Altre operazioni |                   |           |            |
| R.               | Nome              | da        | Modalità   |
| P                | Yuba-Rayane Yesli |           | svincolato |

| Cessioni | Cessioni            | Cessioni | Cessioni                |
| R.       | Nome                | a        | Modalità                |
| -------- | ------------------- | -------- | ----------------------- |
| P        | Riccardo Brugnoni   |          | rescissione consensuale |
| D        | Angelo Rea          | Lecco    | definitivo              |
| D        | Gianluca Galullo    | Palmese  | definitivo              |
| C        | Davide Balestrero   | Savona   | definitivo              |
| C        | Davide Frezzi       | Cavese   | definitivo              |
| C        | Gabriele Carannante |          | rescissione consensuale |
| A        | Manuel De Carolis   |          | rescissione consensuale |

### Operazioni esterne alle sessioni
| Acquisti         | Acquisti         | Acquisti | Acquisti   |
| R.               | Nome             | da       | Modalità   |
| ---------------- | ---------------- | -------- | ---------- |
| D                | Fabio Tito       |          | svincolato |
| D                | Errico Altobello |          | svincolato |
| C                | Ibrahima Ba      |          | svincolato |
| Altre operazioni |                  |          |            |
| R.               | Nome             | da       | Modalità   |
| D                | Andrea Malberti  |          | svincolato |
| A                | Luigi Luise      |          | svincolato |

| Cessioni         | Cessioni           | Cessioni         | Cessioni         |
| R.               | Nome               | a                | Modalità         |
| Altre operazioni | Altre operazioni   | Altre operazioni | Altre operazioni |
| R.               | Nome               | a                | Modalità         |
| ---------------- | ------------------ | ---------------- | ---------------- |
| P                | Salvatore Barbieri | Acireale         | prestito         |

## Risultati

### Serie D

#### Girone di andata
| Arbitro: | De Tommaso (Rimini) |

|             |           |  |
| Marsili 26’ | Marcatori |  |

| Arbitro: | Camilli (Foligno) |

|                                                                   |           |  |
| Bubas 14’ Allegretti 38’ Vacca 45+4’ M. Sowe 59’ De Carolis 90+4’ | Marcatori |  |

| Arbitro: | Tedesco (Pisa) |

|          |           |                 |
| Cuomo 9’ | Marcatori | 90+3’ Silvestri |

| Arbitro: | Bindella (Pesaro) |

|                          |           |  |
| Allegretti 16’ Vacca 47’ | Marcatori |  |

| Arbitro: | Panozzo (Castelfranco Veneto) |

|           |           |                |
| Aloia 68’ | Marcatori | 62’ Allegretti |

| Arbitro: | Cusumano (Caltanissetta) |

|                                |           |                                                   |
| Obodo 2’ Bubas 46’ M. Sowe 52’ | Marcatori | 27’, 39’ Ortolini 75’ Paviglianiti 89’ Condomitti |

| Troina 15 ottobre 2017, ore 15:00 CEST 7ª giornata | Troina          | 0 – 0 referto | Vibonese | Silvio Proto\| Arbitro: \| Di Graci (Como) \| |
| Arbitro:                                           | Di Graci (Como) |               |          |                                               |

| Arbitro: | Petrella (Viterbo) |

|                |           |             |
| Allegretti 72’ | Marcatori | 18’ Passaro |

| Arbitro: | Monaldi (Macerata) |

|  |           |                                                |
|  | Marcatori | 19’, 33’, 50’ M. Sowe 43’ Bubas 62’ Allegretti |

| Arbitro: | Gullotta (Siracusa) |

|                          |           |  |
| Obodo 20’ Allegretti 56’ | Marcatori |  |

| Arbitro: | Saia (Palermo) |

|                        |           |                    |
| Allegretti 2’ Tito 59’ | Marcatori | 55’, 89’ El Ouazni |

| Arbitro: | Votta (Moliterno) |

|               |           |           |
| Lomasto 90+1’ | Marcatori | 50’ Bubas |

| Arbitro: | Pascarella (Nocera Inferiore) |

|                                        |           |                |
| Silvestri 46’ Bubas 68’ Allegretti 85’ | Marcatori | 5’ Di Dionisio |

| Arbitro: | Repace (Perugia) |

|  |           |           |
|  | Marcatori | 52’ Vacca |

| Arbitro: | M. Rinaldi (Messina) |

|                                                   |           |                    |
| Bubas 12’ (rig.) Tito 29’ (rig.) De Carolis 90+3’ | Marcatori | 14’ (rig.) De Rosa |

| Arbitro: | Belfiore (Parma) |

|              |           |                  |
| Pellizzi 10’ | Marcatori | 30’ (rig.) Bubas |

| Arbitro: | Delrio (Reggio Emilia) |

|                              |           |                |
| Zappalà 48’ (aut.) Vacca 89’ | Marcatori | 44’ Ficarrotta |

#### Girone di ritorno
| Arbitro: | Fiero (Pistoia) |

|                |           |  |
| Allegretti 35’ | Marcatori |  |

| Arbitro: | Cattaneo (Civitavecchia) |

|  |           |                 |
|  | Marcatori | 14’ (rig.) Tito |

| Arbitro: | Panettella (Bari) |

|                  |           |  |
| M. Silvestro 88’ | Marcatori |  |

| Arbitro: | Centi (Viterbo) |

|  |           |                                      |
|  | Marcatori | 36’ M. Sowe 54’ Bubas 65’ Allegretti |

| Arbitro: | Carrione (Castellammare di Stabia) |

|        |           |                |
| Ba 22’ | Marcatori | 47’ S. Álvarez |

| Arbitro: | Di Marco (Ciampino) |

|               |           |                          |
| Postorino 78’ | Marcatori | 13’ Dorato 53’ Franchino |

| Arbitro: | Perenzoni (Rovereto) |

|                     |           |             |
| Allegretti 52’, 70’ | Marcatori | 31’ Vázquez |

| Arbitro: | Bertini (Lucca) |

|             |           |                |
| De Luca 86’ | Marcatori | 46’ Allegretti |

| Arbitro: | Loffredo (Torino) |

|                           |           |  |
| Tito 49’ (rig.) Bubas 75’ | Marcatori |  |

| Arbitro: | Giordano (Novara) |

|  |           |                                       |
|  | Marcatori | 20’, 38’ Bubas 24’ M. Sowe 80’ Dorato |

| Arbitro: | Angelucci (Foligno) |

|            |           |                                            |
| Tedesco 2’ | Marcatori | 16’ Allegretti 37’ Silvestri 90+2’ M. Sowe |

| Arbitro: | Collu (Cagliari) |

|                   |           |           |
| Fichera 3’ (aut.) | Marcatori | 52’ Furnò |

| Arbitro: | Tremolada (Monza) |

|                |           |                                 |
| Colombatti 67’ | Marcatori | 28’ Allegretti 65’ Vacca 77’ Ba |

| Arbitro: | Di Graci (Como) |

|                         |           |            |
| Ba 22’ M. Silvestro 80’ | Marcatori | 34’ Biondi |

| Arbitro: | Repace (Perugia) |

|              |           |                                    |
| Scalzone 85’ | Marcatori | 27’ (rig.), 70’ Bubas 90+2’ Dorato |

| Arbitro: | Monaco (Termoli) |

|                                      |           |  |
| Silvestri 37’ Bubas 67’ Ciotti 90+5’ | Marcatori |  |

| Arbitro: | Arace (Lugo di Romagna) |

|  |           |           |
|  | Marcatori | 19’ Bubas |

#### Spareggio promozione
| Arbitro: | Angelucci (Foligno) |

|                                        |                      |                                             |
| Obodo Franchino Silvestri Bubas Arario | Tiri di rigore 5 – 3 | Gio. Fricano Tuninetti Vázquez Gia. Fricano |

### Poule Scudetto

#### Turno preliminare
| Arbitro: | Panozzo (Castelfranco Veneto) |

|                                               |           |  |
| M. Silvestro 7’ Bubas 51’ Tito 57’ Ciotti 66’ | Marcatori |  |

| Arbitro: | Giordano (Novara) |

|               |           |                     |
| Tiraferri 29’ | Marcatori | 8’ Bubas 37’ Ciotti |

#### Fase finale
| Arbitro: | Fiero (Pistoia) |

|             |           |                                          |
| Messias 64’ | Marcatori | 6’ M. Silvestro 66’ Silvestri 84’ Ciotti |

| Arbitro: | Marotta (Sapri) |

|                         |           |               |
| Disabato 37’ Molnar 61’ | Marcatori | 88’ Silvestri |

### Coppa Italia Serie D

#### Turni eliminatori
| Arbitro: | Cavaliere (Paola) |

|                |           |                                 |
| Napolitano 41’ | Marcatori | 65’ (rig.) De Carolis 83’ Bubas |

| Arbitro: | Cattaneo (Civitavecchia) |

|                                                                                            |           |  |
| Biondo 1’, 44’ Aveni 6’, 19’, 34’ Kaçorri 37’ (rig.) Vaccaro 45+1’ Bucolo 59’ Dell'Oro 74’ | Marcatori |  |

## Statistiche

### Statistiche di squadra
Statistiche aggiornate al 2 giugno 2018.
| Competizione         | Punti | In casa | In casa | In casa | In casa | In casa | In casa | In trasferta | In trasferta | In trasferta | In trasferta | In trasferta | In trasferta | Totale | Totale | Totale | Totale | Totale | Totale | DR  |
| Competizione         | Punti | G       | V       | N       | P       | Gf      | Gs      | G            | V            | N            | P            | Gf           | Gs           | G      | V      | N      | P      | Gf     | Gs     | DR  |
| -------------------- | ----- | ------- | ------- | ------- | ------- | ------- | ------- | ------------ | ------------ | ------------ | ------------ | ------------ | ------------ | ------ | ------ | ------ | ------ | ------ | ------ | --- |
| Serie D              | 76    | 17+1    | 12+1    | 4       | 1       | 36      | 14      | 17           | 10           | 6            | 1            | 31           | 10           | 35     | 23     | 10     | 2      | 67     | 24     | +43 |
| Poule Scudetto       | 6     | 1       | 1       | 0       | 0       | 4       | 0       | 1+2          | 1+1          | 0            | 0+1          | 2+4          | 1+3          | 4      | 3      | 0      | 1      | 10     | 4      | +6  |
| Coppa Italia Serie D | -     | 0       | 0       | 0       | 0       | 0       | 0       | 2            | 1            | 0            | 1            | 2            | 10           | 2      | 1      | 0      | 1      | 2      | 10     | -8  |
| Totale               | -     | 19      | 14      | 4       | 1       | 40      | 14      | 22           | 13           | 6            | 3            | 39           | 24           | 41     | 27     | 10     | 4      | 79     | 38     | +41 |

### Andamento in campionato
| Giornata  | 1  | 2 | 3 | 4 | 5 | 6 | 7  | 8  | 9 | 10 | 11 | 12 | 13 | 14 | 15 | 16 | 17 | 18 | 19 | 20 | 21 | 22 | 23 | 24 | 25 | 26 | 27 | 28 | 29 | 30 | 31 | 32 | 33 | 34 |
| --------- | -- | - | - | - | - | - | -- | -- | - | -- | -- | -- | -- | -- | -- | -- | -- | -- | -- | -- | -- | -- | -- | -- | -- | -- | -- | -- | -- | -- | -- | -- | -- | -- |
| Luogo     | T  | C | T | C | T | C | T  | C  | T | C  | C  | T  | C  | T  | C  | T  | C  | C  | T  | C  | T  | C  | T  | C  | T  | C  | T  | T  | C  | T  | C  | T  | C  | T  |
| Risultato | P  | V | N | V | N | P | N  | N  | V | V  | N  | N  | V  | V  | V  | N  | V  | V  | V  | V  | V  | N  | V  | V  | N  | V  | V  | V  | N  | V  | V  | V  | V  | V  |
| Posizione | 12 | 7 | 9 | 6 | 7 | 8 | 10 | 10 | 9 | 7  | 7  | 9  | 7  | 4  | 4  | 4  | 3  | 2  | 2  | 2  | 2  | 2  | 2  | 2  | 2  | 2  | 1  | 1  | 1  | 1  | 1  | 1  | 1  | 1  |

Fonte:  Classifica Serie D Girone I, su tuttocampo.it. URL consultato il 25 luglio 2025.
Legenda:

Luogo: C = Casa; T = Trasferta. Risultato: V = Vittoria; N = Pareggio; P = Sconfitta.

### Statistiche dei giocatori
Sono in corsivo i calciatori che hanno lasciato la squadra a stagione in corso.
| Giocatore     | Serie D  | Serie D | Serie D     | Serie D    | Poule Scudetto | Poule Scudetto | Poule Scudetto | Poule Scudetto | Coppa Italia Serie D | Coppa Italia Serie D | Coppa Italia Serie D | Coppa Italia Serie D | Totale   | Totale | Totale      | Totale     |
| Giocatore     | Presenze | Reti    | Ammonizioni | Espulsioni | Presenze       | Reti           | Ammonizioni    | Espulsioni     | Presenze             | Reti                 | Ammonizioni          | Espulsioni           | Presenze | Reti   | Ammonizioni | Espulsioni |
| ------------- | -------- | ------- | ----------- | ---------- | -------------- | -------------- | -------------- | -------------- | -------------------- | -------------------- | -------------------- | -------------------- | -------- | ------ | ----------- | ---------- |
| D. Allegretti | 27+1     | 15      | 8           | 0          | 0              | 0              | 0              | 0              | 1                    | 0                    | 0                    | 0                    | 29       | 15     | 8           | 0          |
| E. Altobello  | 32+1     | 0       | 10          | 1          | 4              | 0              | 1              | 0              | 0                    | 0                    | 0                    | 0                    | 37       | 0      | 11          | 1          |
| A. Arario     | 6+1      | 0       | 0           | 0          | 3              | 0              | 0              | 0              | -                    | -                    | -                    | -                    | 10       | 0      | 0           | 0          |
| F. Arena      | 0        | 0       | 0           | 0          | 0              | 0              | 0              | 0              | 2                    | 0                    | 0                    | 0                    | 2        | 0      | 0           | 0          |
| I. Ba         | 20+1     | 3       | 3           | 0          | 4              | 0              | 0              | 0              | -                    | -                    | -                    | -                    | 25       | 3      | 3           | 0          |
| D. Balestrero | 2        | 0       | 0           | 0          | -              | -              | -              | -              | -                    | -                    | -                    | -                    | 2        | 0      | 0           | 0          |
| S. Barbieri   | -        | -       | -           | -          | -              | -              | -              | -              | 1                    | -1                   | 0                    | 0                    | 1        | -1     | 0           | 0          |
| M. Bellocco   | 0        | 0       | 0           | 0          | 0              | 0              | 0              | 0              | 2                    | 0                    | 0                    | 0                    | 2        | 0      | 0           | 0          |
| R. Brugnoni   | 11       | -12     | 2           | 0          | -              | -              | -              | -              | 0                    | -0                   | 0                    | 0                    | 11       | -12    | 2           | 0          |
| S. Bubas      | 32+1     | 15      | 5           | 1          | 4              | 2              | 0              | 0              | 1                    | 1                    | 0                    | 0                    | 38       | 18     | 5           | 1          |
| S. Buda       | 24       | 0       | 3           | 0          | 3              | 0              | 1              | 0              | 0                    | 0                    | 0                    | 0                    | 27       | 0      | 4           | 0          |
| G. Carannante | 6        | 0       | 1           | 0          | -              | -              | -              | -              | 2                    | 0                    | 1                    | 0                    | 8        | 0      | 2           | 0          |
| D. Cimato     | 0        | -0      | 0           | 0          | 0              | -0             | 0              | 0              | 1                    | -2                   | 0                    | 0                    | 1        | -2     | 0           | 0          |
| P. Ciotti     | 17+1     | 1       | 3           | 1          | 4              | 3              | 1              | 0              | -                    | -                    | -                    | -                    | 22       | 4      | 4           | 1          |
| F. Da Dalt    | 25+1     | 0       | 5           | 1          | 0              | 0              | 0              | 0              | 1                    | 0                    | 0                    | 0                    | 27       | 0      | 5           | 1          |
| M. De Carolis | 9        | 2       | 2           | 0          | -              | -              | -              | -              | 2                    | 1                    | 0                    | 0                    | 11       | 3      | 2           | 0          |
| M. Di Santo   | 1        | 0       | 0           | 0          | 0              | 0              | 0              | 0              | 0                    | 0                    | 0                    | 0                    | 1        | 0      | 0           | 0          |
| S. Dorato     | 17       | 3       | 3           | 1          | 4              | 0              | 1              | 0              | -                    | -                    | -                    | -                    | 21       | 3      | 4           | 1          |
| G. Forgione   | 0        | 0       | 0           | 0          | 0              | 0              | 0              | 0              | 1                    | 0                    | 1                    | 0                    | 1        | 0      | 1           | 0          |
| G. Franchino  | 30+1     | 1       | 0           | 0          | 4              | 0              | 1              | 0              | 1                    | 0                    | 0                    | 0                    | 36       | 1      | 1           | 0          |
| D. Frezzi     | 8        | 0       | 2           | 0          | -              | -              | -              | -              | 0                    | 0                    | 0                    | 0                    | 8        | 0      | 2           | 0          |
| G. Galullo    | 10       | 0       | 0           | 0          | -              | -              | -              | -              | 1                    | 0                    | 0                    | 0                    | 11       | 0      | 0           | 0          |
| G. Imbriani   | -        | -       | -           | -          | -              | -              | -              | -              | 1                    | 0                    | 0                    | 0                    | 1        | 0      | 0           | 0          |
| S. Laria      | 2        | 0       | 0           | 0          | 0              | 0              | 0              | 0              | 2                    | 0                    | 0                    | 0                    | 4        | 0      | 0           | 0          |
| G. Lettieri   | 8+1      | 0       | 1           | 0          | 3              | 0              | 0              | 0              | 1                    | 0                    | 0                    | 0                    | 13       | 0      | 1           | 0          |
| L. Luise      | 14       | 0       | 0           | 0          | 0              | 0              | 0              | 0              | -                    | -                    | -                    | -                    | 14       | 0      | 0           | 0          |
| A. Malberti   | 24+1     | 0       | 8+1         | 2          | 1              | 0              | 0              | 0              | -                    | -                    | -                    | -                    | 26       | 0      | 9           | 2          |
| R. Mengoni    | 13+1     | -6      | 1+1         | 1          | 3              | -4             | 1              | 0              | 1                    | -7                   | 0                    | 0                    | 18       | -17    | 3           | 1          |
| K. Obodo      | 32+1     | 2       | 6           | 0          | 4              | 0              | 0              | 0              | 0                    | 0                    | 0                    | 0                    | 37       | 2      | 6           | 0          |
| K. Ondo       | 11       | 0       | 1           | 0          | 0              | 0              | 0              | 0              | -                    | -                    | -                    | -                    | 11       | 0      | 1           | 0          |
| C. Pugliese   | 3        | 0       | 0           | 0          | 0              | 0              | 0              | 0              | 2                    | 0                    | 0                    | 0                    | 5        | 0      | 0           | 0          |
| M. Raso       | 3        | 0       | 0           | 0          | 1              | 0              | 0              | 0              | 0                    | 0                    | 0                    | 0                    | 4        | 0      | 0           | 0          |
| A. Rea        | 0        | 0       | 0           | 0          | -              | -              | -              | -              | 1                    | 0                    | 0                    | 0                    | 1        | 0      | 0           | 0          |
| L. Silvestri  | 26+1     | 4       | 4           | 1          | 4              | 2              | 1              | 0              | -                    | -                    | -                    | -                    | 31       | 6      | 5           | 1          |
| M. Silvestro  | 13+1     | 2       | 0           | 0          | 4              | 2              | 0              | 0              | -                    | -                    | -                    | -                    | 18       | 4      | 0           | 0          |
| M. Sowe       | 31+1     | 8       | 5           | 1          | 4              | 0              | 0              | 0              | 2                    | 0                    | 0                    | 0                    | 38       | 8      | 5           | 1          |
| L. Spataro    | 10       | -6      | 1           | 0          | 1              | -0             | 0              | 0              | -                    | -                    | -                    | -                    | 11       | -6     | 1           | 0          |
| F. Tito       | 32+1     | 4       | 6+1         | 0          | 4              | 1              | 0              | 0              | -                    | -                    | -                    | -                    | 37       | 5      | 7           | 0          |
| R. Vacca      | 29       | 5       | 2           | 1          | 3              | 0              | 0              | 0              | 1                    | 0                    | 1                    | 0                    | 33       | 5      | 3           | 1          |
| M. Versace    | 0        | 0       | 0           | 0          | 0              | 0              | 0              | 0              | 1                    | 0                    | 0                    | 0                    | 1        | 0      | 0           | 0          |
| Y. Yesli      | 0        | -0      | 0           | 0          | 1              | -0             | 0              | 0              | -                    | -                    | -                    | -                    | 1        | -0     | 0           | 0          |